# Lucie Šafářová
Pour les articles homonymes, voir Safarova.
Lucie Šafářová, née le 4 février 1987 à Brno, est une joueuse de tennis tchèque professionnelle.
Victorieuse de sept tournois WTA en simple, elle réalise sa meilleure performance en Grand Chelem en atteignant la finale de Roland-Garros en 2015 et entre dans le top 5 en septembre. 
En double, elle remporte 15 titres en 20 finales disputées, dont 5 tournois du Grand Chelem : l'Open d'Australie en 2015 et 2017, Roland-Garros en 2015 et 2017 et l'US Open en 2016, avec l'Américaine Bethanie Mattek-Sands. Elle remporte la médaille de bronze en doubles dames aux Jeux Olympiques de 2016 et atteint le premier rang mondial en doubles en 2017. Elle a également remporté cinq titres de Fed Cup dans sa carrière, au sein de l'équipe tchèque.

## Vie personnelle
Lucie Šafářová est née à Brno, de parents tchèques, Milan Šafář et Jana. Elle a une sœur de 10 ans son aînée, Veronika, et deux nièces.
Elle parle couramment 3 langues : tchèque, anglais et allemand. Côté cœur, elle fut en couple avec le joueur de tennis tchèque Tomáš Berdych pendant 9 ans avant de rompre en 2011.
Depuis 2018, elle est en couple avec le joueur de hockey tchèque Tomas Plekanec. Elle donne naissance à leur fille Lea le 19 décembre 2019 puis à leur fils Oliver en mai 2022.

## Carrière tennistique
Lucie commence sa carrière tennistique très jeune, d'abord sur les circuits juniors, ensuite sur le circuit WTA.

### Enfance et tournois juniors
Lucie Šafářová commence le tennis à l'âge de 3 ans, prenant sa première raquette en main pour imiter sa grande sœur Veronika. Son père était entraîneur de tennis et fut son premier entraîneur. Elle a 10 ans lorsque le travail de son père l'oblige à déménager en Autriche. Elle y restera deux ans, pendant lesquels elle va à l'école et s'entraîne sous les conseils de son père. C'est aussi en Autriche qu'elle a l'occasion de rencontrer son idole, Steffi Graf, avec qui elle échange même quelques balles.
En 2001, alors qu'elle a 14 ans, elle fait son entrée sur le circuit féminin ITF. Elle remporte rapidement ses premiers titres, en Europe et en Asie. En octobre 2002, elle atteint la 8e place mondiale en juniors.

### 2004 - 2006: premiers pas sur le circuit WTA
En 2004, elle participe aux qualifications de l'US Open, ce qui marque son entrée sur le circuit de la WTA. Elle représente également pour la première fois la Tchéquie à la FedCup contre l'Estonie, lorsqu'elle joue en double aux côtés de Michaela Paštiková.
Elle ouvre son palmarès sur le circuit professionnel en remportant en mai 2005 le tournoi sur terre battue d'Estoril (Portugal) puis ajoute un deuxième titre fin août avec une victoire à Forest Hills (New York).
En janvier 2006, en finale du tournoi australien de Gold Coast, la gauchère de 18 ans s'impose en deux sets en 1 heure et 22 minutes. Cette nouvelle victoire lui permet de gagner 12 rangs pour grimper à la 35e place au classement WTA. En une semaine, elle fait tomber plusieurs têtes de série, l'une après l'autre : elle écrase au premier tour Ai Sugiyama, no 6 et double vainqueur de ce tournoi australien, se débarrasse en quarts de finale de Patty Schnyder, championne en titre et favorite, élimine facilement Dinara Safina (no 3) en demi-finales avant de conclure le tout par une victoire sur Flavia Pennetta.
Cependant, des blessures compromettent l'ascension de la jeune joueuse tchèque. Après avoir remporté son troisième titre sur le circuit, le corps médical lui indique que sa blessure aux adducteurs, apparue pendant sa demi-finale à Gold Coast, risque de s'aggraver si elle joue. Lucie déclare forfait au tournoi de Canberra avant même d'entamer le premier tour, à la suite d'une blessure musculaire. Un peu plus tard, elle déclare également forfait à Wimbledon à cause d'une blessure aux côtes.

### 2007: premiers coups d'éclat

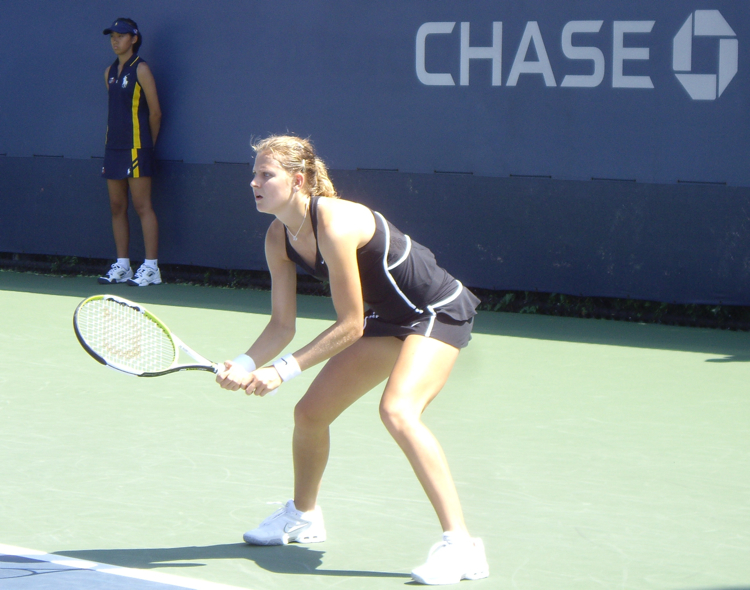
Lucie Šafářová à l'US Open 2007

Lucie Šafářová réussit son premier coup d'éclat en Grand Chelem lors de l'Open d'Australie 2007, où elle bat Amélie Mauresmo (tête de série numéro 2) en huitièmes de finale, au terme d'un match bien maîtrisé, 6-4, 6-3. Elle accède ainsi pour la première fois aux quarts de finale, alors qu'elle n'avait pas fait mieux qu'un deuxième tour en Grand Chelem, lors de l'US Open 2006. En quarts, elle est éliminée par sa compatriote Nicole Vaidišová en deux sets secs : 6-1, 6-4.
Par la suite, elle atteint la finale de l'Open Gaz de France 2007 en battant notamment Justine Henin et Nicole Vaidišová. Elle perd en finale contre Nadia Petrova en trois sets, 4-6, 6-1, 6-4.
La Tchèque reprend à Indian Wells où elle est éliminée au 3e tour par Shahar Peer (6-3, 1-6, 6-4). À Miami, c'est encore une fois au 3e tour qu'elle est battue mais cette fois-ci par l'Américaine Serena Williams (6-3, 6-4).
La Tchèque commence la saison sur terre battue au tournoi d'Estoril. Elle réalise une belle performance en allant jusqu'en demi-finale mais la Biélorusse Victoria Azarenka l'arrête sèchement en deux sets, 6-4, 6-0. Elle continue avec le tournoi de Berlin, où elle est sortie dès le 3e tour par Dinara Safina en trois sets, 3-6, 6-3, 6-2.
La jeune Tchèque arrive alors à Roland-Garros pour y disputer la deuxième levée du Grand Chelem. Lucie bat au 1er tour Yulia Beygelzimer en deux sets (6-4, 6-3) puis écrase l'Australienne Nicole Pratt en deux petits sets (6-0, 6-1). Au 3e tour, Lucie Šafářová doit rencontrer la favorite du public Amélie Mauresmo. Comme à l'Open d'Australie, Lucie réussit à battre la no 1 française en s'appuyant sur un énorme jeu d'attaque de fond de court pour s'imposer une nouvelle fois en deux sets, 6-3, 7-6. Son parcours s'arrête en huitièmes de finale, battue par la Russe Anna Chakvetadze en trois sets, 6-4, 0-6, 6-2. La native de Brno atteint la 26e place mondiale le 18 juin.

### 2008-2013: baisse de régime et premières victoires en Fed Cup
En 2008, Šafářová chute de plus de 40 places (elle termine l'année à la 65e place mondiale, son plus mauvais classement depuis 2004). Elle perd systématiquement au premier tour des tournois du Grand Chelem, excepté à Roland-Garros où elle atteint le second tour. Elle se hisse toutefois jusqu'en quarts de finale à Barcelone ainsi qu'en demi-finale à Poitiers et remporte à nouveau le tournoi de Forest Hills.
En 2009, après des quarts de finale à Brisbane, Memphis, Monterrey, Linz et Toronto, elle s'incline en finale à Québec face à la Hongroise Melinda Czink, (6-4, 3-6, 5-7). Elle achève la saison à la 42e place.
En 2010, après un quart de finale à Brisbane, Lucie démontre de belles performances sur terre battue en atteignant également les quarts à Stuttgart et Rome et les demi-finales de Madrid et Bastad. Elle se hisse jusqu'en demi-finale à Québec et en finale du tournoi de Paris qu'elle perd contre Elena Dementieva (7-6, 1-6, 4-6). Elle remonte dans le classement et pointe à la 33e place en fin d'année.
En 2011, la Tchèque réalise de meilleures performances. Elle produit de nouveau de beaux résultats dans les tournois habituels en atteignant les quarts à Brisbane, Madrid, Toronto et les demi-finales à Linz et Moscou. Elle s'incline par deux fois en finale : l'une à Kuala Lumpur (face à Jelena Dokić sur le score de 6-2, 6-7, 4-6) et l'autre à Copenhague (1-6, 4-6 contre Caroline Wozniacki). Elle parvient à atteindre le troisième tour de l'US Open et de l'Australian Open et remonte dans le top 25. Elle remporte la Fed Cup pour la première fois de sa carrière, au sein de l'équipe tchèque (contre la Russie).
En 2012, elle atteint les quarts à Sydney, Doha, Eastbourne et New Haven, et se hisse jusqu'en demi-finale à Montreal. Finaliste malheureuse, elle subit une véritable punition face à Serena Williams en finale de Charleston (0-6, 1-6) et perd la finale à Prague face à sa compatriote Klára Koukalová (3-6, 5-7). Elle atteint cependant le meilleur classement de sa carrière, en figurant à la 17e place mondiale en fin de saison. Pour la deuxième année d'affilée, elle connaît la gloire au sein de l'équipe tchèque en remportant la Fed Cup face à la Serbie (elle remporte ses deux simples, face à Ana Ivanović et Jelena Janković).
En 2013, Lucie atteint les quarts de finale du tournoi de Paris, de Charleston, Eastbourne, Tokyo, Beijing et la demi-finale de Nurnberg. Elle perd de nouveau la finale à Prague (contre Alexandra Cadanțu, 6-3, 1-6, 1-6) mais remporte le titre de Québec (face à Marina Erakovic 6-4, 6-3). En raison de pauvres résultats dans les tournois du Grand Chelem, elle redescend cependant à la 29e place au classement mondial.

### 2014: retour au meilleur niveau

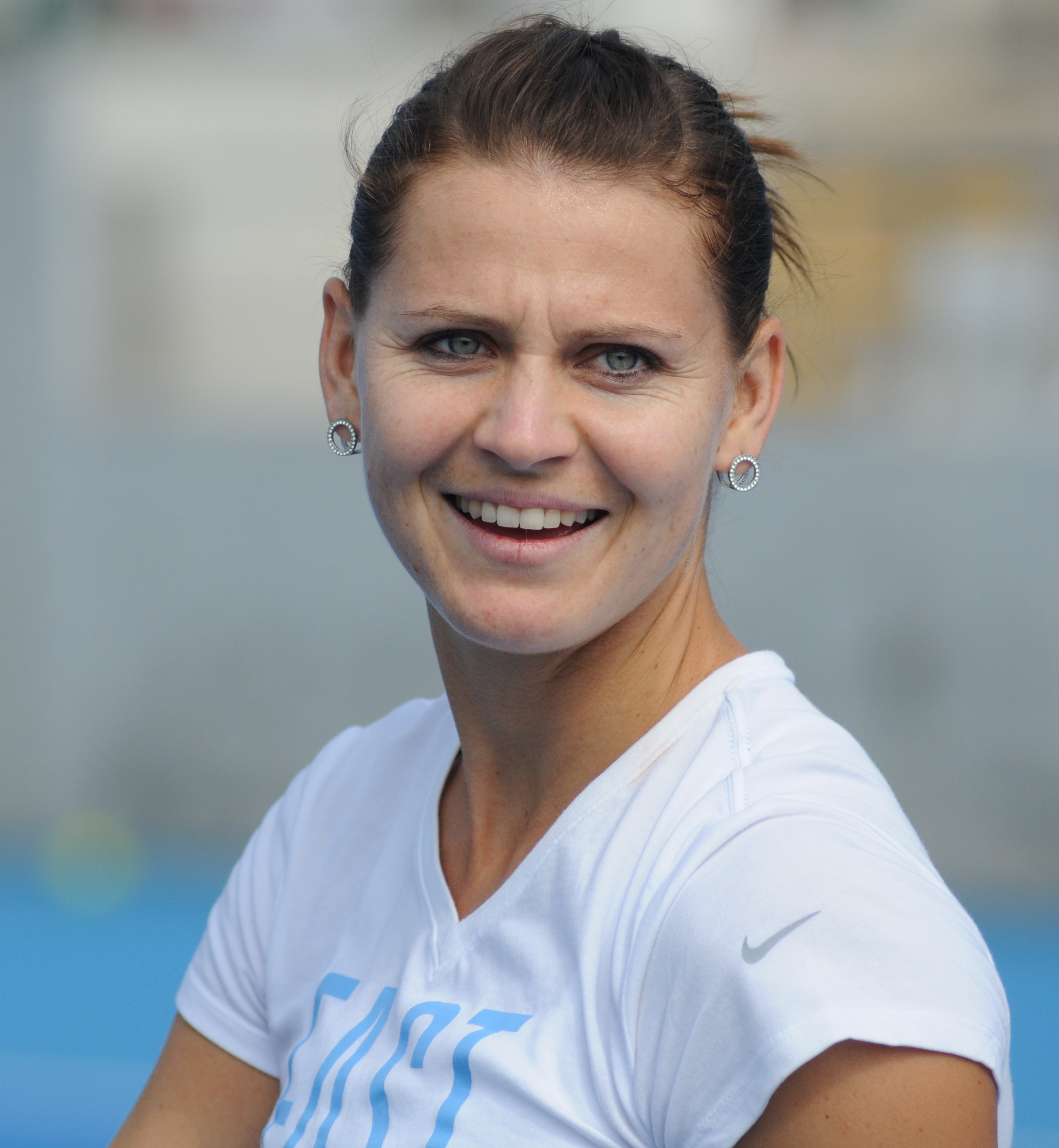
Šafářová à l'Open de Chine 2014

En 2014, Lucie revient à son meilleur tennis, au prix de nombreux efforts et avec l'aide précieuse de son entraîneur, le Canadien Rob Steckley. Elle revient alors sur le devant de la scène tennistique et rivalise de mieux en mieux avec les joueuses du top 10. Elle atteint les quarts à Sydney (en battant notamment Caroline Wozniacki) et à Charleston. Elle rencontre Li Na au troisième tour de l'Open d'Australie, alors 4e tête de série, contre qui elle obtient même une balle de match mais ne parvient pas à remporter la victoire. À Stuttgart, elle perd de justesse contre Maria Sharapova, au bout d'une longue série de tie-breaks (chacun des trois sets).
C'est à Roland-Garros qu'elle fait sa première percée, atteignant pour la première fois depuis sept ans les huitièmes de finale d'un tournoi du Grand Chelem, éliminant même Ana Ivanović dans sa course.
Mais le sacre vient à Wimbledon où elle parvient à se hisser pour la première fois de sa carrière jusqu'en demi-finale d'un Grand Chelem. Jouant son meilleur tennis, Lucie élimine Julia Görges, Polona Hercog, Dominika Cibulková, sa compatriote Tereza Smitková et Ekaterina Makarova, sans concéder un seul set. En demi-finale, elle perd le match face à sa compatriote et grande amie Petra Kvitová, qui remporte le tournoi deux jours plus tard.
Méconnue du grand public et d'habitude ignorée par la presse, la performance de Lucie Šafářová à Wimbledon lui obtient finalement la reconnaissance des professionnels et des médias. Elle retrouve également son meilleur classement, en reprenant la 17e place mondiale.
À Cincinnati, sur surface dure, elle élimine pour la première fois Venus Williams sur le score de 6-7, 6-3, 6-3 et perd contre Simona Halep au troisième tour, non sans résistance (6-4, 7-5).
À l'US Open, Lucie Šafářová affiche plus de nervosité et commet de nombreuses fautes directes (en moyenne 31 par match). Cela lui vaudra notamment de manquer deux balles de match au troisième tour, face à Alizé Cornet, et il lui faudra trois heures pour enfin remporter la victoire. Elle confirme cependant son excellente saison en atteignant pour la première fois les huitièmes de finale à l'US Open, mais verra son parcours arrêté par Peng Shuai (3-6, 4-6).
Le 8 septembre 2014, Lucie atteint la 14e place mondiale. Elle se qualifie ensuite pour les quarts de finale à Tokyo et pour les demi-finales à Moscou.
En novembre, elle gagne son match en finale de la Fed Cup contre Angelique Kerber, sur le score de 6-4, 6-4. Pour la troisième fois en quatre ans, Lucie Šafářová et Petra Kvitová permettent ainsi à la Tchéquie de remporter la Fed Cup.

### 2015: meilleure saison (top 5, finale de Grand Chelem en simple, 2 titres du Grand Chelem en double et premiers Masters)

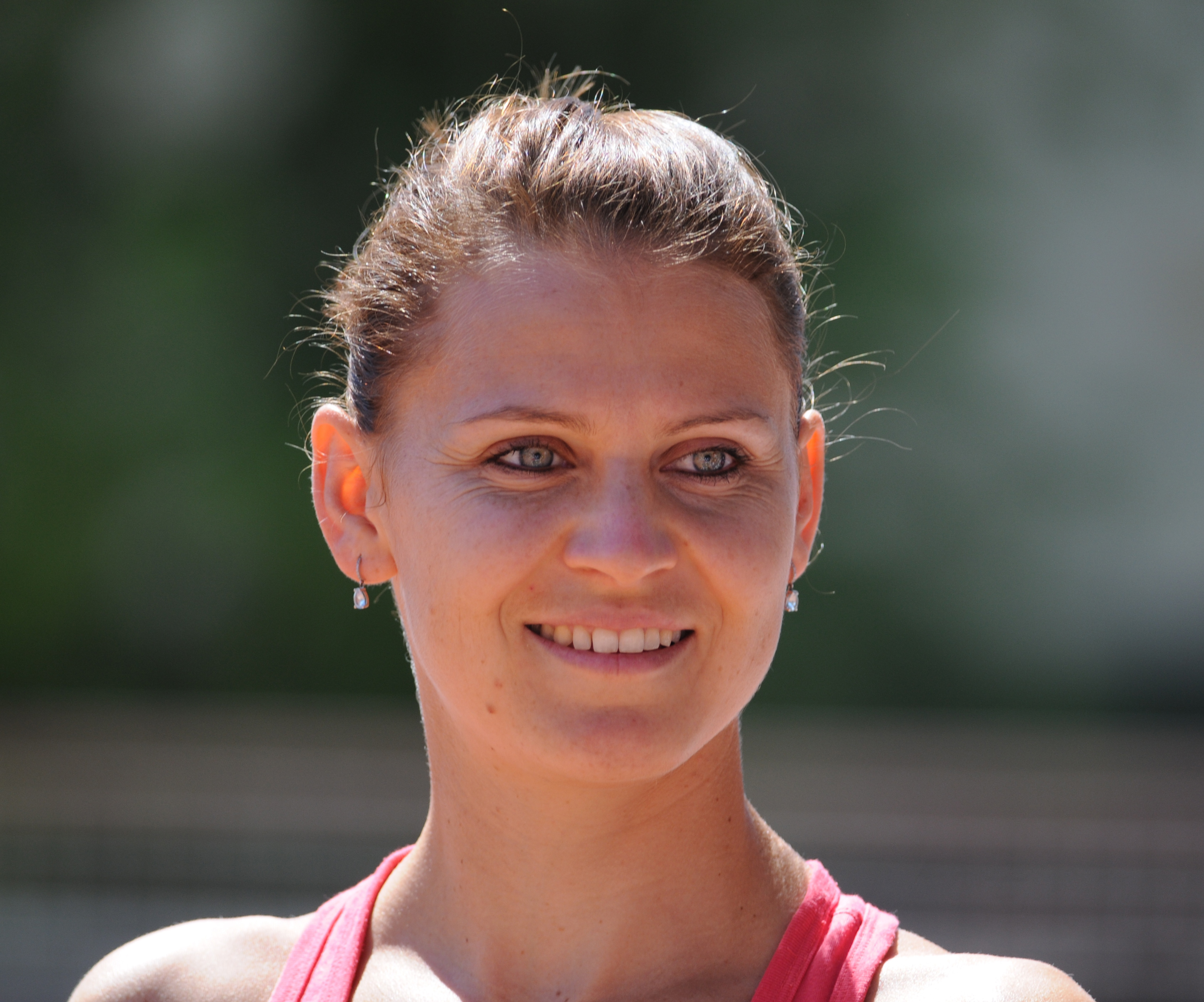
Lucie Šafářová au Masters de Rome en 2015.

Après s'être entraînée en Floride avec son entraineur Rob Steckley, Šafářová commence la saison 2015 à Perth, en défendant les couleurs Tchèques à la coupe Hopman. À la suite du désistement de Radek Štěpánek pour cause de blessure, elle fait alors équipe avec un jeune joueur Tchèque, Adam Pavlásek, classé 240e à l'ATP. À Perth, Lucie apparaît au sommet de sa forme, jouant son meilleur tennis et semblant plus agressive et confiante sur le cours. Elle gagne quatre matches successifs, en simples comme en double, éliminant notamment Eugenie Bouchard 6-0, 6-4 et Flavia Pennetta 7-5, 6-3. Elle perd cependant son match face à Serena Williams lors d'une rencontre très serrée, sur le score final de 3-6, 7-61, 6-76. Elle se fait ensuite éliminer deux fois au premier tour après des matches très disputés : à Sydney où elle est battue par Samantha Stosur (63-7, 7-5, 3-6) et à l'Open d'Australie où elle est éliminée par Yaroslava Shvedova (4-6, 6-2, 6-8).
Elle réalise cependant l'une des meilleures performances de sa carrière en remportant son tout premier titre du Grand Chelem en double à l'Open d'Australie, avec l'Américaine Bethanie Mattek-Sands,.
Après l'Australie, elle enchaîne deux quarts de finale, à Anvers et à Dubaï où elle s'incline par deux fois face à sa compatriote Karolína Plíšková.
Elle remporte ensuite le plus grand titre de sa carrière, en gagnant l'Open de Doha (prestigieux tournoi figurant parmi les Premier). Cette victoire lui permet d'atteindre son meilleur classement, en se hissant à la 11e place mondiale. Lors de ce tournoi, Šafářová démontre son meilleur tennis, dictant le jeu à ses adversaires de manière impitoyable. Elle élimine successivement Samantha Stosur (7-63, 6-4), Ekaterina Makarova (6-2, 6-75, 6-3), Andrea Petkovic (6-2, 6-1), Carla Suárez Navarro (6-3, 6-2) ainsi que Victoria Azarenka lors de la finale (6-4, 6-3).
À Roland-Garros, elle atteint pour la première fois la finale d'un tournoi du Grand Chelem et devient la première Tchèque à atteindre ce stade du tournoi depuis 1981. Se faufilant au travers d'un tableau difficile sans concéder un seul set, Šafářová bat notamment en 8e de finale la tenante du titre, Maria Sharapova, (7-63, 6-4) alors que la Russe restait sur trois finales consécutives,. En quart de finale, elle élimine l'Espagnole Garbiñe Muguruza (7-63, 6-3), au terme d'un match de qualité, pour ensuite remporter la demi-finale face à la Serbe Ana Ivanovic (7-5, 7-5). Elle est battue en finale par Serena Williams (3-6, 7-62, 2-6) malgré un match disputé,.
Lucie Šafářová réalise une rare performance en se qualifiant également pour la finale du double dames à Paris. Accompagnée une nouvelle fois par Mattek-Sands, elle s'impose en double face à la paire Casey Dellacqua - Yaroslava Shvedova (3-6, 6-4, 6-2) et remporte ainsi son second Grand Chelem consécutif depuis le début de l'année,. À la suite de son excellent parcours à Roland Garros, Lucie Šafářová entre pour la première fois de sa carrière dans le top 10 mondial et atteint la 6e place le 15 juin 2015.
Pour cause de fatigue, elle écourte sa préparation sur gazon et ne participe qu'au tournoi d'Eastbourne où elle perd au premier tour face à Dominika Cibulková. À Wimbledon, Šafářová peine à trouver ses marques sur le gazon anglais. Malmenée dès le premier tour par Alison Riske, elle parvient néanmoins à renverser la situation in extremis et l'emporte en 3 sets (3-6, 7-5, 6-3), un scénario qu'elle répète au troisième tour face à Sloane Stephens (3-6, 6-3, 6-1). Elle chute néanmoins en huitièmes de finale face à l'Américaine Coco Vandeweghe, sur le score serré de (6-71, 6-74).
Après quelques semaines de repos, Lucie entame la saison sur surface dure à la Coupe Rogers (Toronto). Elle perd son premier match en trois sets face à la Russe Daria Gavrilova (6-4, 5-7, 5-7) ayant pourtant servi pour le match à la fin du second set. Elle remporte cependant la Coupe Rogers en double, son quatrième titre avec Mattek-Sands, en battant Caroline Garcia et Katarina Srebotnik (6-1, 6-2). Grâce à cette victoire, Lucie et Bethanie se qualifient pour le double des Masters organisés à Singapour en fin de saison. À Cincinnati, elle commet 50 fautes directes lors de son quart de finale contre Elina Svitolina et perd le match en 3 sets (4-6, 6-2, 0-6). Bénéficiant d'une wild card pour le tournoi de New Haven, elle parvient à atteindre la finale qu'elle perd contre Petra Kvitová en trois sets (7-66, 2-6, 2-6) après avoir battu Agnieszka Radwańska et Caroline Wozniacki en deux sets. Gênée par une déchirure abdominale due à la finale de New Haven, Lucie est sortie dès le premier tour de l'US Open par Lesia Tsurenko (4-6, 1-6). Le même jour, elle déclare officiellement forfait pour le double. Elle rentre pour la première fois dans le top 5 mondial le 14 septembre.
Victime d'une infection bactérienne, elle est hospitalisée en septembre et ne participe pas à la saison asiatique. Après cinq semaines d'interruption, elle retourne à la compétition lors du tournoi de Linz, pour lequel elle bénéficie d'une wildcard. Elle peine à retrouver son niveau de jeu et perd au premier tour à Linz (3-6, 4-6 face à Andreea Mitu) et à Moscou (1-6, 7-62, 3-6 face à Anastasia Pavlyuchenkova). Grâce à une excellente saison, elle parvient cependant à se qualifier également en simple pour les Masters à Singapour, en prenant la 8e et dernière place dans la course.
Lors des Masters de Singapour, Lucie est placée dans le Groupe Blanc et perd successivement contre Garbiñe Muguruza (3-6, 6-74) et Petra Kvitová (5-7, 5-7) avant de remporter son dernier match face à Angelique Kerber (6-4, 6-3), permettant à sa compatriote Kvitova de se qualifier pour les demi-finales. Elle n'est pas retenue pour les demi-finales à Singapour et termine sa saison 2015 à la 9e place mondiale. Elle ne parvient pas non plus à atteindre les demi-finales en double notamment en raison de l'abandon de Mattek-Sands (blessure) et termine l'année à la 4e place mondiale.
En novembre, bien que n'ayant pas joué lors de la finale pour cause de blessure au poignet, elle remporte de nouveau la Fed Cup au sein de l'équipe Tchèque, pour la 4e fois en 5 ans.
En 2015, Lucie Šafářová a donc atteint le meilleur classement de sa carrière aussi bien en simple (5e) qu'en double (4e).

### 2016: retour difficile après la maladie, titre à Prague, première médaille olympique et succès en doubles
À la suite de l'infection bactérienne contractée en septembre 2015, Lucie Šafářová développe des rhumatismes articulaires aigus et ne peut pas du tout s'entraîner pendant plusieurs semaines.
Elle abandonne à la Coupe Hopman où elle est remplacée par sa compatriote Karolína Plíšková, aux côtés de Jiří Veselý. Peu après, elle se retire du tournoi de Sydney ainsi que de l'Australian Open en raison de ses problèmes de santé. C'est la première fois depuis 2006 qu'elle manque un tournoi du Grand Chelem. Elle ne joue pas non plus la première rencontre de la Fed Cup. Elle passe sa convalescence en Tchéquie, notamment dans sa ville natale de Brno.
Fin janvier, Lucie annonce qu'elle a pu reprendre l'entraînement physique et remonte sur les terrains de tennis quelques jours plus tard. Début février, elle s'envole pour le Qatar afin de se préparer au tournoi de Doha qu'elle avait remporté en 2015. Elle tombe dès le premier tour, face à la Turque Çağla Büyükakçay (66-7, 5-7).
À Indian Wells, elle reprend la compétition en double en jouant avec la Russe Ekaterina Makarova. Le duo s'incline au premier tour devant la paire Andreja Klepač - Katarina Srebotnik sur le score de (1-6, 2-6). Šafářová perd également d'entrée en simple face à Yaroslava Shvedova, en deux sets (3-6, 4-6). Elle démontre cependant un meilleur niveau qu'au Qatar, ayant amélioré son service et sa vitesse sur le terrain. À Miami, elle s'incline de nouveau dès son premier match face à Yanina Wickmayer (2-6, 3-6). Si elle tient globalement ses jeux de service, elle ne parvient pas à breaker ses adversaires ni à gérer les retours de service, notamment en raison de la lenteur de ses déplacements. Après cette défaite, Lucie poste un message sur Facebook dans lequel elle exprime son désarroi et sa frustration devant la perte de ses capacités physiques mais également son espoir et sa volonté de travailler pour revenir à son niveau. Toujours à Miami, elle remporte le titre en doubles, en rejouant pour la première fois de la saison avec Mattek-Sands en battant (6-3, 6-4) la paire Tímea Babos et Yaroslava Shvedova. Elle répète presque le même scénario à Charleston, où elle quitte le tableau en simple lors de la première rencontre (3-6, 3-6 face à Louisa Chirico) mais atteint la finale des doubles féminins, toujours avec Mattek-Sands mais perdant contre la paire française Caroline Garcia/Kristina Mladenovic.
D'un commun accord avec le capitaine de l'équipe tchèque, Lucie Šafářová ainsi que Petra Kvitová ne sont pas nommées pour jouer les demi-finales de la Fed Cup face à la Suisse.
À Stuttgart où elle commence sa saison sur terre battue, elle s'incline face à sa compatriote Karolína Plíšková sur un match très disputé (6-74, 6-4, 5-7) et atteint les demi-finales en doubles avec Sabine Lisicki.
Elle se rend ensuite à Prague, ayant derrière elle 5 défaites en simples et aucune victoire. Améliorant son jeu de match en match, elle bat successivement Mariana Duque Mariño (3-6, 6-3, 6-3), Lucie Hradecká (6-4, 2-0) sur abandon, Hsieh Su-wei (7-63, 7-5) et Karolína Plíšková (6-4, 7-64). Elle gagne la finale face à Sam Stosur (3-6, 6-1, 6-4) après avoir servi 14 aces, remportant ainsi son premier titre de l'année 2016 et le 7e titre WTA de sa carrière. Elle enchaîne dès le lendemain avec le tournoi de Madrid, où elle remporte le premier tour contre Coco Vandeweghe (7-64, 6-1). À la suite d'un empoisonnement alimentaire, elle est contrainte d'abandonner avant même de jouer le deuxième tour. Pour le deuxième Grand Chelem de l'année à Roland-Garros, en tant que finaliste sortante, elle attaque ses deux premiers tours facilement contre Vitalia Diatchenko et Viktorija Golubic en deux manches, avant d'affronter au troisième tour l'Australienne Sam Stosur perdant (3-6, 7-60, 5-7) dans un superbe combat de 2 h 22.
Pour Wimbledon, Šafářová peine à trouver ses marques sur le gazon anglais. Malmenée dès le premier tour par Mattek-Sands sa partenaire en double, elle parvient néanmoins à renverser la situation in extremis et l'emporte en 3 sets (6-77, 7-63, 7-5) en près de trois heures, un scénario qu'elle répète au troisième tour face à la qualifiée Jana Čepelová (4-6, 6-1, 12-10) au terme d'un dernier set marathon. Elle chute néanmoins en huitièmes de finale face à Yaroslava Shvedova, sur le score de (2-6, 4-6). Après quelques semaines de repos, elle participe à la Coupe Rogers à Montréal mais s'incline face à la Canadienne Eugenie Bouchard (3-6, 6-3, 6-73).
Elle s'envole ensuite pour Rio, afin de participer aux Jeux olympiques, en simple et en double. En simple, elle est contrainte d'abandonner au 3e tour contre Kirsten Flipkens après un set, à la suite d'un virus intestinal. Elle se remet rapidement et peut continuer son tournoi en double avec sa partenaire, Barbora Strýcová. Elles éliminent les sœurs Williams - qui n'avaient jamais perdu de rencontre aux Jeux olympiques jusqu'alors, dès le premier tour. Elles se hissent jusqu'en demi-finales où elles perdent contre Ekaterina Makarova et Elena Vesnina les futures vainqueurs. Lucie remporte sa toute première médaille olympique, en décrochant le bronze avec Barbora Strýcová face à leurs compatriotes Andrea Hlaváčková et Lucie Hradecká (7-5, 6-1).
À l'US Open, elle s'incline au second tour en simple contre Simona Halep. En double, elle remporte son troisième tournoi du Grand Chelem avec Mattek-Sands en battant en finale les Françaises Caroline Garcia/Kristina Mladenovic (2-6, 7-65, 6-4) en 2 h 06. Le 26 septembre, elle confirme aux médias tchèques qu'elle a mis fin à la collaboration avec son entraîneur Rob Steckley et a engagé à l'essai l'entraîneur tchèque Frantisek Cermak. Les raisons derrière ce changement d'entraîneur ne sont pas connues.
À Wuhan, elle remporte un nouveau titre en double avec Mattek-Sands (6-1, 6-4) contre Sania Mirza et Barbora Strýcová, se qualifiant pour la deuxième année consécutive pour les Masters à Singapour. Lucie et Bethanie gagnent un troisième titre consécutif à Pékin à nouveau contre[Caroline Garcia/Kristina Mladenovic (6-4, 6-4). Avant de terminer la saison en atteignant la finale du Masters de Singapour, qu'elles perdent contre Ekaterina Makarova et Elena Vesnina (6-75, 3-6) en 1 h 37.
À l'approche de la finale de la Fed Cup, Lucie annonce son choix de ne pas y participer, afin de pouvoir se consacrer pleinement à l'entraînement et de se préparer correctement pour 2017. N'ayant pas dépassé le deuxième tour dans la majorité des tournois 2016, elle chute jusqu'à la 64e place en simple.

### 2017: retour triomphal et numéro 1 mondiale en double
Lucie commence sa saison 2017 à Auckland (Nouvelle-Zélande), à la 62e place du classement. Elle apparaît très en forme lors de son premier match face à Denisa Allertová : en une heure de jeu et après 8 aces, elle remporte la victoire (6-1, 6-2). Elle est éliminée au 2e tour par sa compatriote Barbora Strýcová sur le score de (5-7, 6-3, 6-74). Elle abandonne le double avant le premier match à cause d'une blessure à la hanche. À Hobart, elle perd au 2e tour contra la Japonaise Risa Ozaki (6-2, 3-6, 5-7). Lors du premier tour de l'Australian Open, elle sauve 9 balles de match contre la Belge Yanina Wickmayer et parvient à remporter la victoire en trois sets (3-6, 7-67, 6-1). Elle est éliminée au deuxième tour par Serena Williams sur le score de (3-6, 4-6). En doubles, elle remporte l'Australian Open avec Mattek-Sands en battant Andrea Hlaváčková et Peng Shuai en finale (6-74, 6-3, 6-3) après 2 h 14 de jeu. Il s'agit de leur second titre à Melbourne (2015 & 2017) et leur 4e titre du Grand Chelem. À la suite de l'Open d'Australie, elle remonte dans le classement mondial : à la 55e place en simple et à la 2e place en double (meilleur classement en double de sa carrière).
Šafářová s'envole ensuite pour Taipei où elle bénéficie d'une wildcard. Pour la première fois depuis Wimbledon 2016, elle dépasse le second tour d'un tournoi. Après avoir éliminé Aleksandra Krunić (6-3, 6-4), Anastasija Sevastova (6-2, 6-4) et Misaki Doi (6-4, 7-61), elle est battue par Peng Shuai en demi-finale (4-6, 2-6). Elle est également sélectionnée par l'équipe Tchèque de Fed Cup pour le premier tour face à l'Espagne, aux côtés de Karolína Plíšková, Barbora Strýcová et Kateřina Siniaková. Au tournoi de Budapest elle se qualifie pour la finale en battant difficilement en trois sets Magda Linette, puis Hsieh Su-wei, Aliaksandra Sasnovich et Carina Witthöft; avant de perdre dans un match de qualité contre Tímea Babos (7-64, 4-6, 3-6). Sa finale à Budapest lui apporte un regain de confiance: elle atteint le troisième tour à Indian wells où elle élimine Lara Arruabarrena (6-3, 6-2) et Coco Vandeweghe (4-6, 6-4, 6-1) avant de tomber face à Venus Williams (4-6, 2-6). En doubles, elle atteint les demi-finales avec Mattek-Sands. À l'issue de ce tournoi, elle remonte 36e dans le classement mondial. Juste après pour Miami, elle passe les tours en battant en deux sets Yanina Wickmayer, Daria Gavrilova et Ajla Tomljanović, avant de vaincre en huitième de finale la no 4 mondiale, Dominika Cibulková (7-65, 6-1) se qualifiant pour les quarts. Elle perd (4-6, 3-6) contre Caroline Wozniacki en 1 h 50 dans un match accroché malgré le score.
Sue terre, à Charleston Lucie atteint les huitièmes, en battant difficilement Varvara Lepchenko (7-5, 6-76, 6-3) et sa partenaire de double Mattek-Sands (6-3, 6-3), mais cède face à Laura Siegemund, en deux petits sets (2-6, 3-6), la future lauréate. Tenante du titre à Prague, elle gagne le premier tour face à la Slovaque Kristína Kučová (3-6, 7-5, 6-3) mais est contrainte d'abandonner avant le deuxième tour, en raison de problèmes de santé. Après des déceptions à Madrid et Rome où elle échoue aux premiers tours (respectivement contre Barbora Strýcová (7-5, 3-6, 3-6) et Mirjana Lučić-Baroni (5-7, 6-4, 3-6), elle subit une défaite choquante contre Verónica Cepede Royg (1-6, 4-6) à Roland Garros. Elle remporte cependant de nouveau le titre en double avec sa partenaire Mattek-Sands (leur 3e titre consécutif en Grand Chelem) en battant la paire Australienne Ashleigh Barty/Casey Dellacqua (6-2, 6-1) en finale. Safarova révèle ensuite sur son site web officiel que sa saison sur terre battue a été affectée par une nouvelle infection bactérienne.
Elle entame sa saison sur gazon juste après la finale double dame de Paris, en s'envolant pour Nottingham où elle ne cesse de jouer des longs matches en trois sets. Après avoir éliminé Grace Min (6-3, 65-7, 6-2), Hsieh Su-wei (1-6, 6-3, 7-67) et Tsvetana Pironkova (6-3, 0-6, 6-4), elle perd en demi-finale contre la Croate Donna Vekić sur un score très serré (6-75, 6-3, 64-7). À Birmingham, elle élève son niveau de jeu et atteint de nouveau les demi-finales, après avoir notamment battu la 6e mondiale Dominika Cibulková (5-7, 7-67, 7-5) après 2 h 42 de jeu ainsi que Naomi Osaka (6-2, 6-4) et Daria Gavrilova dans un match de haute qualité (6-74, 6-3, 7-65). Lors du match contre Gavrilova, Lucie fait appel à un physiothérapeute pour une douleur à la cuisse. Le lendemain, elle abandonne lors de la demi-finale contre Petra Kvitová, pour blessure (1-6, 0-1) et annonce son retrait du tournoi d'Eastbourne.
Šafářová fait partie des favorites lors de son entrée à Wimbledon, au vu de sa bonne forme sur gazon. Elle remporte facilement son premier tout face à Océane Dodin (6-2, 6-2). Elle est aussi en lice en doubles avec Mattek-Sands. "Team Bucie" espère remporter le Grand Chelem de carrière, Wimbledon étant le seul tournoi du Grand Chelem manquant à leur palmarès. Cependant, Mattek-Sands chute lors de son 2e tour en simple et se blesse fortement le genou. Alors qu'elle se préparait pour son propre match, Lucie Šafářová voit la scène depuis les vestiaires et accourt vers sa partenaire qui crie à l'agonie. En larmes et visiblement choquée, Lucie se retrouve cependant contrainte de commencer son match quelques minutes plus tard face à Shelby Rogers. Malgré un bon niveau de jeu, les circonstances sont très difficiles pour Šafářová qui perd le match en trois sets (7-64, 4-6, 3-6). À la suite de la blessure de sa partenaire, Lucie abandonne pour les doubles.
Elle se rend ensuite au Canada, pour participer à la Rogers Cup qui a lieu à Toronto. Elle élimine successivement Françoise Abanda (6-4, 6-4), Dominika Cibulková (6-2, 6-4) et Ekaterina Makarova (6-3, 6-73, 6-2). En quarts de finale, elle perd ses trois balles de match et concède la victoire à Sloane Stephens (2-6, 6-1, 5-7). Elle atteint les demi-finales de doubles avec Barbora Strýcová et elle manque de peu la place de numéro 1 mondiale en doubles (à un match près). À Cincinnati, elle retrouve dès le premier tour Sloane Stephens et malgré un match relativement serré, elle perd de nouveau la rencontre (4-6, 6-75).
Toujours à Cincinnati, elle décroche la première place mondiale en doubles, grâce à sa qualification pour les demi-finales en compagnie de Strýcová. Le 21 août, elle devient ainsi la 35e joueuse et la 4e Tchèque à se hisser au top du classement mondial en double (après Helena Suková, Jana Novotná et Květa Peschke). Au côté de sa compatriote Karolína Plíšková qui est numéro 1 mondiale en simple, Lucie Šafářová permet donc à la Tchéquie de régner simultanément sur les deux tableaux au niveau mondial.
À l'US Open, elle se qualifie pour les huitièmes de finale en simple en perdant deux sets en chemin en battant Anett Kontaveit (6-75, 6-1, 6-4), puis les Japonaises Nao Hibino (6-1, 3-6, 6-2) et Kurumi Nara. Elle perd à ce stade (4-6, 6-72) contre la locale Coco Vandeweghe.

### 2018: retour de Rob Steckley, nouveaux problèmes de santé et retraite annoncée
Lucie reprend Rob Steckley comme entraîneur principal et participe également à l'émission My Tennis Life de Tennis Channel qui la suivra sur le circuit 2018. Elle commence sa saison au tournoi de Sydney où elle est éliminée d'entrée par Angelique Kerber en trois sets (7-6, 6-7, 2-6). Elle participe ensuite au premier Grand Chelem de l'année, l'Open d'Australie, où elle atteint le troisième tour. Après des victoires sur Ajla Tomljanović (7-5, 6-3) et Sorana Cîrstea (6-2, 6-4), elle s'incline face à Karolína Plíšková (6-7, 5-7). En double, elle atteint les quarts de finale avec Strýcová.
Lucie est sélectionnée pour jouer la rencontre de Fed Cup face à la Suisse. Elle s'envole ensuite directement pour le Qatar mais perd à Doha dès le premier tour contre Julia Görges (1-6, 5-7). À Dubai, elle contracte un virus qui l'empêche de jouer au meilleur de sa forme et s'incline face à Caroline Garcia (3-6, 5-7) au premier tour. Ce moment marque une longue période de maladie et de convalescence pour la joueuse tchèque qui est contrainte de renoncer à l'entraînement pendant plusieurs semaines et de reporter les retrouvailles sur le court avec sa partenaire Mattek-Sands. Lucie se retire dès lors des tournois d'Indian Wells, Miami, Charleston, Stuttgart et Prague. Elle ne peut pas non plus jouer les demi-finales de Fed Cup face à l'Allemagne.
Elle revient sur le circuit lors du tournoi de Strasbourg, pour lequel elle bénéficie d'une wildcard. Elle gagne son premier match face à Marina Melnikova (6-2, 4-6, 6-3) mais s'incline dès le deuxième tour face à Hsieh Su-wei (2-6, 3-6). Contre toute attente, elle montre une bonne forme à Roland Garros où elle s'incline au deuxième tour face à la 6e mondiale Karolína Plíšková, en trois sets (6-3, 4-6, 1-6).
Elle entame sa saison sur gazon à Mallorca où elle atteint son meilleur résultat en 2018 : quarts de finale. Wimbledon marque les retrouvailles fortement attendues avec sa partenaire Mattek-Sands, un an après la blessure de l'Américaine. Ensemble, elles atteignent les quarts de finale. Lucie obtient également de bons résultats en simple en se qualifiant pour le 3e tour de Wimbledon, éliminant même l'ancienne finaliste Agnieszka Radwańska lors de son parcours (7-5, 6-4).
Elle se voit en suite contrainte de jouer les qualifications au tournoi de Montréal et est éliminée au 2e tour du tableau principal par Julia Görges (6-2, 4-6, 3-6). À l'US Open, Lucie atteint le deuxième tour en simple, chutant face à Ashleigh Barty (5-7, 3-6). Après avoir été éliminée au premier tour à Québec contre Ons Jabeur (6-7, 6-3, 5-7), Lucie décide d'arrêter sa saison et de ne pas se rendre en Asie afin de préserver sa santé, son système immunitaire demeurant fragile. Lucie n'aura joué que 11 tournois en 2018, et chute à la 106 place mondiale. C'est la première fois depuis 2004 qu'elle sort du top 100. Son match contre Ons Jabeur sera en fait le dernier match qu'elle disputera en simple dames.
En doubles, après Wimbledon, Lucie et Bethanie ne parviennent pas à dépasser le second tour d'un tournoi.
Le 10 novembre, Lucie est à Prague pour soutenir ses compatriotes lors de la finale de la Fed Cup opposant la Tchéquie aux Etats-Unis. Lors d'une conférence de presse, elle annonce qu'elle mettra un terme à sa carrière professionnelle après l'Open d'Australie 2019. Elle explique que cette décision est principalement motivée par ses problèmes de santé récurrents. Le 11 novembre, la Tchéquie remporte de nouveau la Fed Cup, ce qui permet à Lucie de la gagner pour la 5e fois (même si elle n'avait pas été nommée pour la finale, elle avait participé au 1er tour en février 2018).

### 2019: dernière saison
Contrairement à ce qu'elle avait annoncé, Lucie ne peut jouer son dernier tournoi à l'Open d'Australie 2019, en raison d'une blessure au poignet. Elle remonte sur les courts à Prostejov en avril, lors des matches de barrage Fed Cup contre le Canada, afin de permettre à la Tchéquie de rester dans le groupe mondial. Elle joue alors le dernier match de Fed Cup de sa carrière lors du double aux côtés de sa compatriote Barbora Krejčíková. Le duo tchèque l'emporte 7-6, 7-5 et Lucie Šafářová, très applaudie, fait ses adieux au public de Fed Cup. Elle se rend ensuite à Stuttgart, où elle bénéficie d'une wildcard pour les doubles. Elle joue aux côtés de son amie et ancienne partenaire, Anastasia Pavlyuchenkova. Ensemble, elles atteignent la finale avant de s'incliner en trois sets face à Mona Barthel et Anna-Lena Friedsam (6-2, 3-6, 6-10).
Ne se sentant pas au sommet de sa forme, Šafářová décide de décliner la wildcard que lui a offerte le tournoi de Prague en simple, afin de ne pas priver une autre joueuse. Sur ses propres recommandations, le tournoi redirige sa wildcard vers sa jeune compatriote, Karolína Muchová qui atteint la finale du tournoi. A Prague, Lucie Šafářová joue son dernier match dans son pays, faisant équipe avec Barbora Štefková. Les Tchèques perdent leur match d'entrée sur le score de 4-6, 6-4, 11-13. Quelques jours plus tard, le tournoi de Prague lui organise une cérémonie d'adieux émouvante et lui rend un bel hommage.
C'est à Roland-Garros qu'elle joue le tout dernier tournoi de sa carrière. Le 29 mai, elle s'incline dès le premier tour avec sa partenaire Dominika Cibulková. Après le match, elle donne sa dernière conférence de presse où elle annonce prendre sa retraite immédiate en tant que joueuse de tennis professionnelle. Elle déclare cependant vouloir un jour revenir vers le tennis, dans un autre rôle. Le 30 mai, les organisateurs de Roland-Garros lui offrent un prix, en reconnaissance de son succès à Paris: la finale en simple dames 2015 et ses deux titres en doubles (2015 et 2017).

## Palmarès

### Titres en simple dames
| No | Date       | Nom et lieu du tournoi               | Catégorie | Dotation  | Surface         | Finaliste         | Score          |          |
| -- | ---------- | ------------------------------------ | --------- | --------- | --------------- | ----------------- | -------------- | -------- |
| 1  | 25-04-2005 | Estoril Open, Estoril                | Tier IV   | 140 000 $ | Terre (ext.)    | Li Na             | 6-74, 6-4, 6-3 | Parcours |
| 2  | 23-08-2005 | Women’s Tennis Classic, Forest Hills | Tier IV   | 74 800 $  | Dur (ext.)      | Sania Mirza       | 3-6, 7-5, 6-4  | Parcours |
| 3  | 02-01-2006 | Australian Women's HC, Gold Coast    | Tier III  | 175 000 $ | Dur (ext.)      | Flavia Pennetta   | 6-3, 6-4       | Parcours |
| 4  | 19-08-2008 | Women’s Tennis Classic, Forest Hills | Tier IV   | 74 800 $  | Dur (ext.)      | Peng Shuai        | 6-4, 6-2       | Parcours |
| 5  | 09-09-2013 | Challenge Bell, Québec               | Intern'l  | 235 000 $ | Moquette (int.) | Marina Eraković   | 6-4, 6-3       | Parcours |
| 6  | 23-02-2015 | Qatar Total Open 2015, Doha          | Premier   | 731 000 $ | Dur (ext.)      | Victoria Azarenka | 6-4, 6-3       | Parcours |
| 7  | 25-04-2016 | J&T Banka Prague Open, Prague        | Intern'l  | 500 000 $ | Terre (ext.)    | Samantha Stosur   | 3-6, 6-1, 6-4  | Parcours |

### Finales en simple dames
| No | Date       | Nom et lieu du tournoi           | Catégorie | Dotation     | Surface         | Vainqueure         | Score          |          |
| -- | ---------- | -------------------------------- | --------- | ------------ | --------------- | ------------------ | -------------- | -------- |
| 1  | 13-06-2005 | Ordina Open, Bois-le-Duc         | Tier III  | 170 000 $    | Gazon (ext.)    | Klára Koukalová    | 3-6, 6-2, 6-2  | Parcours |
| 2  | 05-02-2007 | Open Gaz de France, Paris        | Tier II   | 600 000 $    | Moquette (int.) | Nadia Petrova      | 4-6, 6-1, 6-4  | Parcours |
| 3  | 14-09-2009 | Challenge Bell, Québec           | Intern'l  | 220 000 $    | Moquette (int.) | Melinda Czink      | 4-6, 6-3, 7-5  | Parcours |
| 4  | 08-02-2010 | Open GDF Suez, Paris             | Premier   | 700 000 $    | Dur (int.)      | Elena Dementieva   | 6-75, 6-1, 6-4 | Parcours |
| 5  | 28-02-2011 | BMW Malaysian Open, Kuala Lumpur | Intern'l  | 220 000 $    | Dur (ext.)      | Jelena Dokić       | 2-6, 7-69, 6-4 | Parcours |
| 6  | 06-06-2011 | Sony Ericsson Open, Copenhague   | Intern'l  | 220 000 $    | Dur (int.)      | Caroline Wozniacki | 6-1, 6-4       | Parcours |
| 7  | 02-04-2012 | Family Circle Cup, Charleston    | Premier   | 740 000 $    | Terre (ext.)    | Serena Williams    | 6-0, 6-1       | Parcours |
| 8  | 24-05-2015 | Roland-Garros, Paris             | G. Chelem | 15 980 135 $ | Terre (ext.)    | Serena Williams    | 6-3, 6-72, 6-2 | Parcours |
| 9  | 23-08-2015 | Connecticut Open, New Haven      | Premier   | 754 163 $    | Dur (ext.)      | Petra Kvitová      | 6-76, 6-2, 6-2 | Parcours |
| 10 | 20-02-2017 | Hungarian Ladies Open, Budapest  | Intern'l  | 250 000 $    | Dur (int.)      | Tímea Babos        | 6-74, 6-4, 6-3 | Parcours |

### Titres en double dames
| No | Date       | Nom et lieu du tournoi              | Catégorie | Dotation     | Surface      | Partenaire            | Finalistes                          | Score            |          |
| -- | ---------- | ----------------------------------- | --------- | ------------ | ------------ | --------------------- | ----------------------------------- | ---------------- | -------- |
| 1  | 02-04-2012 | Family Circle Cup Charleston        | Premier   | 740 000 $    | Terre (ext.) | A. Pavlyuchenkova     | Anabel Medina Yaroslava Shvedova    | 5-7, 6-4, [10-6] | Parcours |
| 2  | 01-04-2013 | Family Circle Cup Charleston        | Premier   | 795 707 $    | Terre (ext.) | Kristina Mladenovic   | Andrea Hlaváčková Liezel Huber      | 6-3, 7-66        | Parcours |
| 3  | 06-05-2013 | Mutua Madrid Open Madrid            | PREMIER*  | 5 137 962 $  | Terre (ext.) | A. Pavlyuchenkova     | Cara Black Marina Eraković          | 6-2, 6-4         | Parcours |
| 4  | 05-01-2014 | Apia International Sydney Sydney    | Premier   | 710 000 $    | Dur (ext.)   | Tímea Babos           | Sara Errani Roberta Vinci           | 7-5, 3-6, [10-7] | Parcours |
| 5  | 19-01-2015 | Australian Open Melbourne           | G. Chelem | 15 561 973 $ | Dur (ext.)   | Bethanie Mattek-Sands | Chan Yung-Jan Zheng Jie             | 6-4, 7-65        | Parcours |
| 6  | 20-04-2015 | Porsche Tennis Grand Prix Stuttgart | Premier   | 731 000 $    | Terre (int.) | Bethanie Mattek-Sands | Caroline Garcia Katarina Srebotnik  | 6-4, 6-3         | Parcours |
| 7  | 24-05-2015 | Roland-Garros Paris                 | G. Chelem | 15 980 135 $ | Terre (ext.) | Bethanie Mattek-Sands | Casey Dellacqua Yaroslava Shvedova  | 3-6, 6-4, 6-2    | Parcours |
| 8  | 10-08-2015 | Rogers Cup by National Bank Toronto | Premier 5 | 2 513 000 $  | Dur (ext.)   | Bethanie Mattek-Sands | Caroline Garcia Katarina Srebotnik  | 6-1, 6-2         | Parcours |
| 9  | 22-03-2016 | Miami Open presented by Itaú Miami  | PREMIER*  | 6 844 139 $  | Dur (ext.)   | Bethanie Mattek-Sands | Tímea Babos Yaroslava Shvedova      | 6-3, 6-4         | Parcours |
| 10 | 31-08-2016 | US Open Flushing Meadows            | G. Chelem | 22 102 700 $ | Dur (ext.)   | Bethanie Mattek-Sands | Caroline Garcia Kristina Mladenovic | 2-6, 7-65, 6-4   | Parcours |
| 11 | 25-09-2016 | Dongfeng Motor Wuhan Open Wuhan     | Premier 5 | 2 589 000 $  | Dur (ext.)   | Bethanie Mattek-Sands | Sania Mirza Barbora Strýcová        | 6-1, 6-4         | Parcours |
| 12 | 01-10-2016 | China Open Pékin                    | PREMIER*  | 5 597 964 $  | Dur (ext.)   | Bethanie Mattek-Sands | Caroline Garcia Kristina Mladenovic | 6-4, 6-4         | Parcours |
| 13 | 16-01-2017 | Australian Open Melbourne           | G. Chelem | 22 697 600 $ | Dur (ext.)   | Bethanie Mattek-Sands | Andrea Hlaváčková Peng Shuai        | 6-74, 6-3, 6-3   | Parcours |
| 14 | 03-04-2017 | Volvo Car Open Charleston           | Premier   | 776 000 $    | Terre (ext.) | Bethanie Mattek-Sands | Lucie Hradecká Kateřina Siniaková   | 6-1, 4-6, [10-7] | Parcours |
| 15 | 31-05-2017 | Roland-Garros Paris                 | G. Chelem | 16 790 000 $ | Terre (ext.) | Bethanie Mattek-Sands | Ashleigh Barty Casey Dellacqua      | 6-2, 6-1         | Parcours |

### Finales en double dames
| No | Date       | Nom et lieu du tournoi                        | Catégorie | Dotation    | Surface      | Vainqueures                           | Partenaire            | Score            |          |
| -- | ---------- | --------------------------------------------- | --------- | ----------- | ------------ | ------------------------------------- | --------------------- | ---------------- | -------- |
| 1  | 28-07-2008 | Nordea Nordic Light Open Stockholm            | Tier IV   | 145 000 $   | Dur (ext.)   | Iveta Benešová Barbora Z. Strýcová    | Petra Cetkovská       | 7-5, 6-4         | Parcours |
| 2  | 04-04-2016 | Volvo Car Open Charleston                     | Premier   | 753 000 $   | Terre (ext.) | Caroline Garcia Kristina Mladenovic   | Bethanie Mattek-Sands | 6-2, 7-5         | Parcours |
| 3  | 23-10-2016 | BNP Paribas WTA Finals by SC Global Singapour | Masters   | 7 000 000 $ | Dur (int.)   | Ekaterina Makarova Elena Vesnina      | Bethanie Mattek-Sands | 7-65, 6-3        | Parcours |
| 4  | 18-06-2018 | Mallorca Open Calvià                          | Intern'l  | 226 750 $   | Gazon (ext.) | Andreja Klepač María José Martínez    | Barbora Štefková      | 6-1, 3-6, [10-3] | Parcours |
| 5  | 22-04-2019 | Porsche Tennis Grand Prix Stuttgart           | Premier   | 820 977 $   | Terre (int.) | Mona Barthel Anna-Lena Friedsam       | A. Pavlyuchenkova     | 2-6, 6-3, [10-6] | Parcours |
| 6  | 21-07-2024 | Prague Open 2024 Prague                       | WTA 250   | 267 082 $   | Terre (ext.) | Barbora Krejčíková Kateřina Siniaková | Bethanie Mattek-Sands | 6-3, 6-3         | Parcours |

## Parcours en Grand Chelem

### En simple dames
| Année | Open d'Australie                                   | Open d'Australie   | Internationaux de France | Internationaux de France | Wimbledon       | Wimbledon          | US Open                                          | US Open          |
| ----- | -------------------------------------------------- | ------------------ | ------------------------ | ------------------------ | --------------- | ------------------ | ------------------------------------------------ | ---------------- |
| 2004  | —                                                  | —                  | —                        | —                        | —               | —                  | Q2 \|\| style="text-align:left" \| Roberta Vinci |                  |
| 2005  | Q1 \|\| style="text-align:left" \| Natalie Grandin | 1er tour (1/64)    | Nicole Vaidišová         | 1er tour (1/64)          | Mary Pierce     | 1er tour (1/64)    | Elena Dementieva                                 |                  |
| 2006  | 1er tour (1/64)                                    | M. A. Sánchez      | 1er tour (1/64)          | Anda Perianu             | -               | -                  | 2e tour (1/32)                                   | Aravane Rezaï    |
| 2007  | 1/4 de finale                                      | Nicole Vaidišová   | 4e tour (1/8)            | Anna Chakvetadze         | 3e tour (1/16)  | Jelena Janković    | 3e tour (1/16)                                   | Marion Bartoli   |
| 2008  | 1er tour (1/64)                                    | Catalina Castaño   | 2e tour (1/32)           | Ana Ivanović             | 1er tour (1/64) | Émilie Loit        | 1er tour (1/64)                                  | Sorana Cîrstea   |
| 2009  | 3e tour (1/16)                                     | Marion Bartoli     | 2e tour (1/32)           | Venus Williams           | 1er tour (1/64) | Jarmila Gajdošová  | 1er tour (1/64)                                  | Patty Schnyder   |
| 2010  | 1er tour (1/64)                                    | Venus Williams     | 2e tour (1/32)           | Polona Hercog            | 1er tour (1/64) | Dominika Cibulková | 1er tour (1/64)                                  | Tamira Paszek    |
| 2011  | 3e tour (1/16)                                     | Vera Zvonareva     | 2e tour (1/32)           | Julia Görges             | 2e tour (1/32)  | Klára Koukalová    | 3e tour (1/16)                                   | Monica Niculescu |
| 2012  | 1er tour (1/64)                                    | Christina McHale   | 2e tour (1/32)           | M.J. Martínez            | 1er tour (1/64) | Kiki Bertens       | 3e tour (1/16)                                   | Nadia Petrova    |
| 2013  | 2e tour (1/32)                                     | Bojana Jovanovski  | 1er tour (1/64)          | Jamie Hampton            | 2e tour (1/32)  | Karin Knapp        | 2e tour (1/32)                                   | Roberta Vinci    |
| 2014  | 3e tour (1/16)                                     | Li Na              | 4e tour (1/8)            | Svetlana Kuznetsova      | 1/2 finale      | Petra Kvitová      | 4e tour (1/8)                                    | Peng Shuai       |
| 2015  | 1er tour (1/64)                                    | Yaroslava Shvedova | Finale                   | Serena Williams          | 4e tour (1/8)   | Coco Vandeweghe    | 1er tour (1/64)                                  | Lesia Tsurenko   |
| 2016  | -                                                  | -                  | 3e tour (1/16)           | Samantha Stosur          | 4e tour (1/8)   | Yaroslava Shvedova | 2e tour (1/32)                                   | Simona Halep     |
| 2017  | 2e tour (1/32)                                     | Serena Williams    | 1er tour (1/64)          | V. Cepede Royg           | 2e tour (1/32)  | Shelby Rogers      | 4e tour (1/8)                                    | Coco Vandeweghe  |
| 2018  | 3e tour (1/16)                                     | Karolína Plíšková  | 2e tour (1/32)           | Karolína Plíšková        | 3e tour (1/16)  | Ekaterina Makarova | 2e tour (1/32)                                   | Ashleigh Barty   |

À droite du résultat, l'ultime adversaire.

### En double dames
| Année | Open d'Australie              | Open d'Australie            | Internationaux de France       | Internationaux de France     | Wimbledon                      | Wimbledon                   | US Open                        | US Open                      |
| ----- | ----------------------------- | --------------------------- | ------------------------------ | ---------------------------- | ------------------------------ | --------------------------- | ------------------------------ | ---------------------------- |
| 2005  | -                             | -                           | -                              | -                            | 1er tour (1/32) K. Brandi      | N. Llagostera M.A. Sánchez  | 1er tour (1/32) K. Koukalová   | C. Morariu P. Schnyder       |
| 2006  | 1er tour (1/32) K. Koukalová  | M. Camerin T. Garbin        | 1er tour (1/32) K. Koukalová   | Cara Black Rennae Stubbs     | -                              | -                           | 1er tour (1/32) Ivana Lisjak   | V. Ruano Paola Suárez        |
| 2007  | 1er tour (1/32) T. Tanasugarn | A. Bondarenko K. Bondarenko | 1er tour (1/32) P. Cetkovská   | A. Bondarenko K. Bondarenko  | 1er tour (1/32) P. Cetkovská   | L. Domínguez Arantxa Parra  | 1er tour (1/32) P. Cetkovská   | E. Daniilídou Jasmin Wöhr    |
| 2008  | -                             | -                           | 1er tour (1/32) P. Cetkovská   | Květa Peschke Rennae Stubbs  | 1er tour (1/32) P. Cetkovská   | M. Camerin Gisela Dulko     | 2e tour (1/16) M. Santangelo   | Yan Zi Zheng Jie             |
| 2009  | 3e tour (1/8) G. Voskoboeva   | A.-L. Grönefeld P. Schnyder | 2e tour (1/16) V. Uhlířová     | V. Dushevina An. Rodionova   | 1er tour (1/32) V. Uhlířová    | An. Rodionova G. Voskoboeva | 1er tour (1/32) G. Voskoboeva  | Vania King M. Niculescu      |
| 2010  | 1er tour (1/32) A. Wozniak    | E. Baltacha L. Dekmeijere   | 2e tour (1/16) A. Wozniak      | I. Benešová B. Z. Strýcová   | 2e tour (1/16) A. Wozniak      | Liezel Huber B. Mattek      | 2e tour (1/16) S. Cîrstea      | Gisela Dulko F. Pennetta     |
| 2011  | 2e tour (1/16) S. Cîrstea     | Cara Black An. Rodionova    | 3e tour (1/8) M. Krajicek      | V. Azarenka M. Kirilenko     | 1er tour (1/32) M. Krajicek    | U. Radwańska Ar. Rodionova  | 1er tour (1/32) M. Krajicek    | K. Barrois A.-L. Grönefeld   |
| 2012  | 1er tour (1/32) S. Cîrstea    | N. Grandin V. Uhlířová      | 1er tour (1/32) Pavlyuchenkova | J. Husárová C. McHale        | 1er tour (1/32) Pavlyuchenkova | F. Pennetta F. Schiavone    | 1er tour (1/32) Pavlyuchenkova | N. Llagostera M. J. Martínez |
| 2013  | 1/4 de finale Pavlyuchenkova  | Ash Barty C. Dellacqua      | 1/4 de finale Pavlyuchenkova   | Nadia Petrova K. Srebotnik   | 1er tour (1/32) Pavlyuchenkova | Shuko Aoyama C. Scheepers   | 3e tour (1/8) Pavlyuchenkova   | S. Williams V. Williams      |
| 2014  | 1/4 de finale A. Hlaváčková   | E. Makarova Elena Vesnina   | 1er tour (1/32) A. Hlaváčková  | S. Fichman Pavlyuchenkova    | 1/4 de finale Pavlyuchenkova   | A. Hlaváčková Zheng Jie     | 2e tour (1/16) Pavlyuchenkova  | M. Hingis F. Pennetta        |
| 2015  | Victoire B. Mattek            | Chan Yung-jan Zheng Jie     | Victoire B. Mattek             | C. Dellacqua Y. Shvedova     | 1/4 de finale B. Mattek        | Raquel Kops A. Spears       | -                              | -                            |
| 2016  | -                             | -                           | 1er tour (1/32) B. Mattek      | Kiki Bertens J. Larsson      | 1er tour (1/32) B. Mattek      | D. Gavrilova D. Kasatkina   | Victoire B. Mattek             | C. Garcia K. Mladenovic      |
| 2017  | Victoire B. Mattek            | A. Hlaváčková Peng Shuai    | Victoire B. Mattek             | A. Barty C. Dellacqua        | 2e tour (1/16) B. Mattek       | Forfait                     | 1/2 finale B. Strýcová         | L. Hradecká K. Siniaková     |
| 2018  | 1/4 de finale B. Strýcová     | Hsieh Su-wei Peng Shuai     | 2e tour (1/16) S. Kuznetsova   | Sorana Cîrstea Sara Sorribes | 1/4 de finale B. Mattek        | G. Dabrowski Xu Yifan       | 2e tour (1/16) B. Mattek       | B. Krejčíková K. Siniaková   |
| 2019  | -                             | -                           | 1er tour (1/32) D. Cibulková   | Sofia Kenin A. Petkovic      | -                              | -                           | -                              | -                            |

Sous le résultat, la partenaire ; à droite, l'ultime équipe adverse.

### En double mixte
| Année | Open d'Australie          | Open d'Australie       | Internationaux de France | Internationaux de France | Wimbledon                 | Wimbledon                  | US Open | US Open |
| ----- | ------------------------- | ---------------------- | ------------------------ | ------------------------ | ------------------------- | -------------------------- | ------- | ------- |
| 2006  | 2e tour (1/8) Leoš Friedl | V. Zvonareva Bob Bryan | -                        | -                        | -                         | -                          | -       | -       |
| 2016  | -                         | -                      | -                        | -                        | 3e tour (1/8) R. Štěpánek | J. Ostapenko Oliver Marach | -       | -       |

Sous le résultat, le partenaire ; à droite, l'ultime équipe adverse.

## Parcours en «Premier Mandatory» et «Premier 5»
Découlant d'une réforme du circuit WTA inaugurée en 2009, les tournois WTA « Premier Mandatory » et « Premier 5 » constituent les catégories d'épreuves les plus prestigieuses, après les quatre levées du Grand Chelem.

### En simple dames
| Année |              | Premier Mandatory            | Premier Mandatory           | Premier Mandatory           | Premier Mandatory            |       | Premier 5 | Premier 5                     | Premier 5                    | Premier 5                     | Premier 5                    | Premier 5 | Premier 5                   |
| Année | Indian Wells | Miami                        | Madrid                      | Pékin                       |                              | Dubaï | Rome      | Canada                        | Cincinnati                   |                               | Tokyo                        |           |                             |
| Année | Indian Wells | Miami                        | Madrid                      | Pékin                       |                              | Doha  | Rome      | Canada                        | Cincinnati                   |                               | Wuhan                        |           |                             |
| Année | Indian Wells | Miami                        | Madrid                      | Pékin                       |                              |       | Rome      | Canada                        | Cincinnati                   |                               |                              |           |                             |
| 2009  |              | 2e tour (1/32) A. Wozniak    | 2e tour (1/32) P. Schnyder  | 3e tour (1/8) D. Safina     | 2e tour (1/16) Li N.         |       |           |                               | 2e tour (1/16) V. Williams   | 1/4 de finale S. Williams     | 2e tour (1/16) S. Kuznetsova |           | 3e tour (1/8) V. Azarenka   |
| 2010  |              | 1er tour (1/64) J. Görges    | 3e tour (1/16) V. Azarenka  | 1/2 finale A. Rezaï         | 1er tour (1/32) A. Petkovic  |       |           |                               | 1/4 de finale M. J. Martínez | 1er tour (1/32) N. Petrova    | 1er tour (1/32) G. Dulko     |           | 2e tour (1/16) V. Azarenka  |
| 2011  |              | 2e tour (1/32) A. Petkovic   | 3e tour (1/16) S. Stosur    | 1/4 de finale V. Azarenka   | 1er tour (1/32) A. Petkovic  |       |           | 1er tour (1/32) K. Zakopalová | 2e tour (1/16) J. Janković   | 1/4 de finale S. Williams     | 2e tour (1/16) Li N.         |           |                             |
| 2012  |              | 4e tour (1/8) M. Bartoli     | 2e tour (1/32) H. Watson    | 3e tour (1/8) M. Sharapova  | 1er tour (1/32) M. Niculescu |       |           | 1/4 de finale M. Bartoli      |                              | 1/2 finale Li N.              | 1er tour (1/32) Y. Shvedova  |           | 3e tour (1/8) M. Sharapova  |
| 2013  |              | 2e tour (1/32) M. Rybáriková | 2e tour (1/32) R. Oprandi   | 1er tour (1/32) E. Makarova | 1/4 de finale J. Janković    |       |           | 2e tour (1/16) C. McHale      |                              | 1er tour (1/32) K. Zakopalová | 1er tour (1/32) M. Barthel   |           | 1/4 de finale C. Wozniacki  |
| 2014  |              | 3e tour (1/16) S. Halep      | 3e tour (1/16) M. Sharapova | 3e tour (1/8) P. Kvitová    | 3e tour (1/8) S. Williams    |       |           | 3e tour (1/8) P. Kvitová      |                              | 3e tour (1/8) S. Williams     | 3e tour (1/8) S. Halep       |           | 1er tour (1/32) S. Lisicki  |
| 2015  |              | 3e tour (1/16) E. Svitolina  | 2e tour (1/32) J. Larsson   | 1/4 de finale S. Kuznetsova |                              |       |           | 1/4 de finale Ka. Plíšková    | 2e tour (1/16) A. Dulgheru   | 2e tour (1/16) D. Gavrilova   | 1/4 de finale E. Svitolina   |           |                             |
| 2016  |              | 2e tour (1/32) Y. Shvedova   | 2e tour (1/32) Y. Wickmayer | 2e tour (1/16) Sam Stosur   | 1er tour (1/32) Ka. Plíšková |       |           | 2e tour (1/16) C. Büyükakçay  | 2e tour (1/16) M. Doi        | 1er tour (1/32) E. Bouchard   | 1er tour (1/32) A. Petkovic  |           | 2e tour (1/16) Ka. Plíšková |
| 2017  |              | 3e tour (1/16) V. Williams   | 1/4 de finale C. Wozniacki  | 1er tour (1/32) B. Strýcová |                              |       |           |                               | 1er tour (1/32) M. Lučić     | 1/4 de finale S. Stephens     | 1er tour (1/32) S. Stephens  |           |                             |
| 2018  |              |                              |                             |                             |                              |       |           | 1er tour (1/32) J. Görges     |                              | 2e tour (1/16) J. Görges      |                              |           |                             |

Sous le résultat, l’ultime adversaire.

### En double dames
| 2009                                                                              |                                                                                |                                                                                 |                                                                            |                                                                           |   |   |                                                                                    |   |   |                                                                                   |                                                                                 |                                                                                       |   |   |                                                                                 |   |   |   |  |  |
| —                                                                                 | —                                                                              | —                                                                               | —                                                                          | —                                                                         | — | — | —                                                                                  | — | — |                                                                                   |                                                                                 | 1er tour (1/16) Uhlířová \|\| style="text-align:left;" \| Petrova Safina              | — | — | 1er tour (1/16) Voskoboeva \|\| style="text-align:left;" \| Kleybanova Makarova | — | — |   |  |  |
| 2010                                                                              |                                                                                |                                                                                 |                                                                            |                                                                           |   |   |                                                                                    |   |   |                                                                                   |                                                                                 |                                                                                       |   |   |                                                                                 |   |   |   |  |  |
| 1er tour (1/16) Zvonareva \|\| style="text-align:left;" \| Garbin Janković        | —                                                                              | —                                                                               | —                                                                          | —                                                                         | — | — | —                                                                                  | — |   |                                                                                   | —                                                                               | —                                                                                     | — | — | —                                                                               | — | — | — |  |  |
| 2012                                                                              |                                                                                |                                                                                 |                                                                            |                                                                           |   |   |                                                                                    |   |   |                                                                                   |                                                                                 |                                                                                       |   |   |                                                                                 |   |   |   |  |  |
| —                                                                                 | —                                                                              | 1/4 de finale Pavlyuchenkova \|\| style="text-align:left;" \| Kirilenko Petrova | 2e tour (1/8) Pavlyuchenkova \|\| style="text-align:left;" \| Errani Vinci | —                                                                         | — |   |                                                                                    | — | — | —                                                                                 | —                                                                               | 2e tour (1/8) Pavlyuchenkova \|\| style="text-align:left;" \| Jans-Ignacik Mladenovic | — | — | 1/4 de finale Pavlyuchenkova \|\| style="text-align:left;" \| Görges Strýcová   |   |   |   |  |  |
| 2013                                                                              |                                                                                |                                                                                 |                                                                            |                                                                           |   |   |                                                                                    |   |   |                                                                                   |                                                                                 |                                                                                       |   |   |                                                                                 |   |   |   |  |  |
| 1er tour (1/16) Pavlyuchenkova \|\| style="text-align:left;" \| Petrova Srebotnik | 2e tour (1/8) Pavlyuchenkova \|\| style="text-align:left;" \| Makarova Vesnina | Victoire Pavlyuchenkova                                                         | Black Erakovic                                                             | 2e tour (1/8) Pavlyuchenkova \|\| style="text-align:left;" \| Black Mirza |   |   | 1/4 de finale Hlaváčková \|\| style="text-align:left;" \| Petrova Srebotnik        | — | — | 1er tour (1/16) Pavlyuchenkova \|\| style="text-align:left;" \| Dabrowski Fichman | 2e tour (1/8) Pavlyuchenkova \|\| style="text-align:left;" \| Grönefeld Peschke | —                                                                                     | — |   |                                                                                 |   |   |   |  |  |
| 2014                                                                              |                                                                                |                                                                                 |                                                                            |                                                                           |   |   |                                                                                    |   |   |                                                                                   |                                                                                 |                                                                                       |   |   |                                                                                 |   |   |   |  |  |
| 1er tour (1/16) Hlaváčková \|\| style="text-align:left;" \| Date-Krumm Strýcová   | 1er tour (1/16) Hlaváčková \|\| style="text-align:left;" \| Hingis Lisicki     | 1/4 de finale Pavlyuchenkova \|\| style="text-align:left;" \| Medina Shvedova   |                                                                            |                                                                           |   |   | 1er tour (1/16) Hlaváčková \|\| style="text-align:left;" \| Kudryavtseva Rodionova |   |   |                                                                                   |                                                                                 |                                                                                       |   |   |                                                                                 |   |   |   |  |  |

N.B. : le nom de la partenaire se trouve sous le résultat ; le nom des ultimes adversaires se trouve à droite.

## Parcours aux Masters

### En simple dames
| # | Date       | Nom de l'édition     | ($)       | Surface    | Résultat               | Ultime adversaire | Score     |          |
| - | ---------- | -------------------- | --------- | ---------- | ---------------------- | ----------------- | --------- | -------- |
| 1 | 25/10/2015 | WTA Finals Singapour | 7 000 000 | Dur (int.) | Round Robin (défaite)  | Garbiñe Muguruza  | 6-3, 7-64 | Parcours |
| 1 | 25/10/2015 | WTA Finals Singapour | 7 000 000 | Dur (int.) | Round Robin (défaite)  | Petra Kvitová     | 7-5, 7-5  | Parcours |
| 1 | 25/10/2015 | WTA Finals Singapour | 7 000 000 | Dur (int.) | Round Robin (victoire) | Angelique Kerber  | 6-4, 6-3  | Parcours |

### En double dames
| # | Date       | Nom de l'édition     | ($)       | Surface    | Résultat               | Partenaire            | Ultimes adversaires                   | Score        |          |
| - | ---------- | -------------------- | --------- | ---------- | ---------------------- | --------------------- | ------------------------------------- | ------------ | -------- |
| 1 | 25/10/2015 | WTA Finals Singapour | 7 000 000 | Dur (int.) | Round Robin (défaite)  | Bethanie Mattek-Sands | Chan Hao-ching Chan Yung-jan          | 6-2, 6-2     | Parcours |
| 1 | 25/10/2015 | WTA Finals Singapour | 7 000 000 | Dur (int.) | Round Robin (défaite)  | Bethanie Mattek-Sands | Caroline Garcia Katarina Srebotnik    | 6-2, 3-0 ab. | Parcours |
| 1 | 25/10/2015 | WTA Finals Singapour | 7 000 000 | Dur (int.) | Round Robin (victoire) | Bethanie Mattek-Sands | Garbiñe Muguruza Carla Suárez Navarro | 6-3, 7-61    | Parcours |
| 2 | 23/10/2016 | WTA Finals Singapour | 7 000 000 | Dur (int.) | Finale                 | Bethanie Mattek-Sands | Ekaterina Makarova Elena Vesnina      | 7-65, 6-3    | Parcours |

## Parcours aux Jeux olympiques

### En simple dames
| # | Date       | Nom de l'olympiade                  | Surface      | Résultat        | Ultime adversaire | Score     |          |
| - | ---------- | ----------------------------------- | ------------ | --------------- | ----------------- | --------- | -------- |
| 1 | 11/08/2008 | Olympic Tennis Event Pékin          | Dur (ext.)   | 3e tour (1/8)   | Sybille Bammer    | 7-5, 6-4  | Parcours |
| 2 | 28/07/2012 | Olympic Tennis Event Wimbledon      | Gazon (ext.) | 1er tour (1/32) | Laura Robson      | 7-64, 6-4 | Parcours |
| 3 | 06/08/2016 | Olympic Tennis Event Rio de Janeiro | Dur (ext.)   | 2e tour (1/16)  | Kirsten Flipkens  | 6-2, ab.  | Parcours |

### En double dames
| # | Date       | Nom de l'olympiade                  | Surface      | Résultat        | Partenaire       | Ultimes adversaires              | Score    |          |
| - | ---------- | ----------------------------------- | ------------ | --------------- | ---------------- | -------------------------------- | -------- | -------- |
| 1 | 11/08/2008 | Olympic Tennis Event Pékin          | Dur (ext.)   | 1er tour (1/16) | Petra Kvitová    | Samantha Stosur Rennae Stubbs    | 6-1, 6-0 | Parcours |
| 2 | 28/07/2012 | Olympic Tennis Event Wimbledon      | Gazon (ext.) | 1er tour (1/16) | Petra Cetkovská  | Sara Errani Roberta Vinci        | 6-2, 6-3 | Parcours |
| 3 | 06/08/2016 | Olympic Tennis Event Rio de Janeiro | Dur (ext.)   | Bronze          | Barbora Strýcová | Andrea Hlaváčková Lucie Hradecká | 7-5, 6-1 | Parcours |

## Parcours en Fed Cup
| #                                                                    | Date       | Lieu            | Surface         | Gagnante(s)                                     | Perdante(s)                       | Score               |          |
|                                                                      |            |                 |                 |                                                 |                                   |                     |          |
| 2004 - Barrage (groupe mondial I) - Estonie - Tchéquie - 2 : 3       |            |                 |                 |                                                 |                                   |                     |          |
| 1                                                                    | 10/07/2004 | Tallinn         | Terre (ext.)    | Maret Ani Margit Ruutel                         | Michaela Paštiková Lucie Šafářová | 6-2, 6-4            | Parcours |
|                                                                      |            |                 |                 |                                                 |                                   |                     |          |
| 2006 - Barrage (groupe mondial I) - France - Tchéquie - 3 : 2        |            |                 |                 |                                                 |                                   |                     |          |
| 2                                                                    | 15/07/2006 | Cagnes-sur-Mer  | Terre (ext.)    | Nathalie Dechy                                  | Lucie Šafářová                    | 5-7, 6-3, 9-7       | Parcours |
| 2                                                                    | 15/07/2006 | Cagnes-sur-Mer  | Terre (ext.)    | Tatiana Golovin                                 | Lucie Šafářová                    | 6-2, 6-1            | Parcours |
|                                                                      |            |                 |                 |                                                 |                                   |                     |          |
| 2007 - 1er tour (groupe mondial II) - Slovaquie - Tchéquie - 0 : 5   |            |                 |                 |                                                 |                                   |                     |          |
| 3                                                                    | 21/04/2007 | Bratislava      | Terre (ext.)    | Lucie Šafářová                                  | Daniela Hantuchová                | 7-61, 4-6, 6-3      | Parcours |
|                                                                      |            |                 |                 |                                                 |                                   |                     |          |
| 2007 - Barrage (groupe mondial I) - Espagne - Tchéquie - 4 : 1       |            |                 |                 |                                                 |                                   |                     |          |
| 4                                                                    | 14/07/2007 | Palafrugell     | Terre (ext.)    | Lucie Šafářová                                  | Nuria Llagostera                  | 6-1, 6-2            | Parcours |
| 4                                                                    | 14/07/2007 | Palafrugell     | Terre (ext.)    | Anabel Medina                                   | Lucie Šafářová                    | 6-3, 6-2            | Parcours |
|                                                                      |            |                 |                 |                                                 |                                   |                     |          |
| 2008 - Barrage (groupe mondial I) - Israël - Tchéquie - 2 : 3        |            |                 |                 |                                                 |                                   |                     |          |
| 5                                                                    | 26/04/2008 | Ramat Ha-Sharon | Dur (ext.)      | Tzipora Obziler                                 | Lucie Šafářová                    | 6-0, 3-6, 6-4       | Parcours |
|                                                                      |            |                 |                 |                                                 |                                   |                     |          |
| 2009 - 1/4 de finale (groupe mondial) - Tchéquie - Espagne - 4 : 1   |            |                 |                 |                                                 |                                   |                     |          |
| 6                                                                    | 07/02/2009 | Brno            | Moquette (int.) | Lucie Šafářová                                  | Carla Suárez Navarro              | 6-4, 6-3            | Parcours |
|                                                                      |            |                 |                 |                                                 |                                   |                     |          |
| 2009 - 1/2 finale (groupe mondial) - Tchéquie - États-Unis - 2 : 3   |            |                 |                 |                                                 |                                   |                     |          |
| 7                                                                    | 25/04/2009 | Brno            | Dur (int.)      | Lucie Šafářová                                  | Bethanie Mattek                   | 6-3, 6-1            | Parcours |
|                                                                      |            |                 |                 |                                                 |                                   |                     |          |
| 2010 - 1/4 de finale (groupe mondial) - Tchéquie - Allemagne - 3 : 2 |            |                 |                 |                                                 |                                   |                     |          |
| 8                                                                    | 06/02/2010 | Brno            | Dur (int.)      | Anna-Lena Grönefeld                             | Lucie Šafářová                    | 6-2, 6-2            | Parcours |
|                                                                      |            |                 |                 |                                                 |                                   |                     |          |
| 2010 - 1/2 finale (groupe mondial) - Italie - Tchéquie - 5 : 0       |            |                 |                 |                                                 |                                   |                     |          |
| 9                                                                    | 24/04/2010 | Rome            | Terre (ext.)    | Francesca Schiavone                             | Lucie Šafářová                    | 6-0, 6-2            | Parcours |
|                                                                      |            |                 |                 |                                                 |                                   |                     |          |
| 2011 - 1/4 de finale (groupe mondial) - Slovaquie - Tchéquie - 2 : 3 |            |                 |                 |                                                 |                                   |                     |          |
| 10                                                                   | 05/02/2011 | Bratislava      | Dur (int.)      | Lucie Šafářová                                  | Daniela Hantuchová                | 7-5, 6-1            | Parcours |
| 10                                                                   | 05/02/2011 | Bratislava      | Dur (int.)      | Jana Čepelová                                   | Lucie Šafářová                    | 4-6, 7-65, 0-0, ab. | Parcours |
|                                                                      |            |                 |                 |                                                 |                                   |                     |          |
| 2011 - Finale (groupe mondial) - Russie - Tchéquie - 2 : 3           |            |                 |                 |                                                 |                                   |                     |          |
| 11                                                                   | 05/11/2011 | Moscou          | Dur (int.)      | Svetlana Kuznetsova                             | Lucie Šafářová                    | 6-2, 6-3            | Parcours |
| 11                                                                   | 05/11/2011 | Moscou          | Dur (int.)      | A. Pavlyuchenkova                               | Lucie Šafářová                    | 6-2, 6-4            | Parcours |
|                                                                      |            |                 |                 |                                                 |                                   |                     |          |
| 2012 - 1/2 finale (groupe mondial) - Tchéquie - Italie - 4 : 1       |            |                 |                 |                                                 |                                   |                     |          |
| 12                                                                   | 21/04/2012 | Ostrava         | Dur (int.)      | Lucie Šafářová                                  | Francesca Schiavone               | 7-63, 6-1           | Parcours |
|                                                                      |            |                 |                 |                                                 |                                   |                     |          |
| 2012 - Finale (groupe mondial) - Tchéquie - Serbie - 3 : 1           |            |                 |                 |                                                 |                                   |                     |          |
| 13                                                                   | 03/11/2012 | Prague          | Dur (int.)      | Lucie Šafářová                                  | Ana Ivanović                      | 6-4, 6-3            | Parcours |
| 13                                                                   | 03/11/2012 | Prague          | Dur (int.)      | Lucie Šafářová                                  | Jelena Janković                   | 6-1, 6-1            | Parcours |
|                                                                      |            |                 |                 |                                                 |                                   |                     |          |
| 2013 - 1er tour (groupe mondial) - Tchéquie - Australie - 4 : 0      |            |                 |                 |                                                 |                                   |                     |          |
| 14                                                                   | 09/02/2013 | Ostrava         | Dur (int.)      | Lucie Šafářová                                  | Samantha Stosur                   | 7-66, 7-64          | Parcours |
| 14                                                                   | 09/02/2013 | Ostrava         | Dur (int.)      | Lucie Šafářová                                  | Jarmila Gajdošová                 | Non disputé         | Parcours |
|                                                                      |            |                 |                 |                                                 |                                   |                     |          |
| 2013 - 1/2 finale (groupe mondial) - Italie - Tchéquie - 3 : 1       |            |                 |                 |                                                 |                                   |                     |          |
| 15                                                                   | 20/04/2013 | Palerme         | Terre (ext.)    | Sara Errani                                     | Lucie Šafářová                    | 6-4, 6-2            | Parcours |
| 15                                                                   | 20/04/2013 | Palerme         | Terre (ext.)    | Roberta Vinci                                   | Lucie Šafářová                    | 6-3, 6-72, 6-3      | Parcours |
|                                                                      |            |                 |                 |                                                 |                                   |                     |          |
| 2014 - 1er tour (groupe mondial) - Espagne - Tchéquie - 2 : 3        |            |                 |                 |                                                 |                                   |                     |          |
| 16                                                                   | 08/02/2014 | Séville         | Terre (ext.)    | Lucie Šafářová                                  | Sílvia Soler                      | 4-6, 6-1, 6-3       | Parcours |
|                                                                      |            |                 |                 |                                                 |                                   |                     |          |
| 2014 - 1/2 finale (groupe mondial) - Tchéquie - Italie - 4 : 0       |            |                 |                 |                                                 |                                   |                     |          |
| 17                                                                   | 19/04/2014 | Ostrava         | Dur (int.)      | Lucie Šafářová                                  | Sara Errani                       | 6-4, 6-1            | Parcours |
| 17                                                                   | 19/04/2014 | Ostrava         | Dur (int.)      | Lucie Šafářová                                  | Camila Giorgi                     | Non disputé         | Parcours |
|                                                                      |            |                 |                 |                                                 |                                   |                     |          |
| 2014 - Finale (groupe mondial) - Tchéquie - Allemagne - 3 : 1        |            |                 |                 |                                                 |                                   |                     |          |
| 18                                                                   | 08/11/2014 | Prague          | Dur (int.)      | Lucie Šafářová                                  | Angelique Kerber                  | 6-4, 6-4            | Parcours |
| 18                                                                   | 08/11/2014 | Prague          | Dur (int.)      | Lucie Šafářová                                  | Andrea Petkovic                   | Non disputé         | Parcours |
|                                                                      |            |                 |                 |                                                 |                                   |                     |          |
| 2015 - 1/2 finale (groupe mondial) - Tchéquie - France - 3 : 1       |            |                 |                 |                                                 |                                   |                     |          |
| 19                                                                   | 18/04/2015 | Ostrava         | Dur (int.)      | Lucie Šafářová                                  | Caroline Garcia                   | 4-6, 7-61, 6-1      | Parcours |
| 19                                                                   | 18/04/2015 | Ostrava         | Dur (int.)      | Lucie Šafářová                                  | Kristina Mladenovic               | Non disputé         | Parcours |
| 19                                                                   | 18/04/2015 | Ostrava         | Dur (int.)      | Kristina Mladenovic Pauline Parmentier          | Lucie Šafářová Barbora Strýcová   | 0-6, 6-3, [10-8]    | Parcours |
|                                                                      |            |                 |                 |                                                 |                                   |                     |          |
| 2017 - 1er tour (groupe mondial) - Tchéquie - Espagne : 3 - 2        |            |                 |                 |                                                 |                                   |                     |          |
| 20                                                                   | 11/02/2017 | Ostrava         | Dur (int.)      | María José Martínez Sánchez Sara Sorribes Tormo | Lucie Šafářová Kateřina Siniaková | 6-3, 4-6, [10-7]    | Parcours |
|                                                                      |            |                 |                 |                                                 |                                   |                     |          |
| 2018 - 1/4 de finale (groupe mondial) - Tchéquie - Suisse - 3 : 1    |            |                 |                 |                                                 |                                   |                     |          |
| 21                                                                   | 10/02/2018 | Prague          | Dur (int.)      | Timea Bacsinszky Jil Teichmann                  | Lucie Šafářová Barbora Strýcová   | 1-6, 6-4, [10-8]    | Parcours |

## Classements WTA en fin de saison

### En simple
| Année | 2003 | 2004 | 2005 | 2006 | 2007 | 2008 | 2009 | 2010 | 2011 | 2012 | 2013 | 2014 | 2015 | 2016 | 2017 | 2018 |
| Rang  | 533  | 185  | 50   | 41   | 24   | 65   | 42   | 33   | 25   | 17   | 29   | 17   | 9    | 63   | 30   | 106  |

Source : (en) Classements de Lucie Šafářová sur le site officiel de la Fédération internationale de tennis

### En double
| Année | 2004 | 2005 | 2006 | 2007 | 2008 | 2009 | 2010 | 2011 | 2012 | 2013 | 2014 | 2015 | 2016 | 2017 | 2018 | 2024 |
| Rang  | 456  | 511  | 785  | 881  | 91   | 120  | 149  | 134  | 59   | 18   | 29   | 4    | 7    | 6    | 51   | 424  |

Source : (en) Classements de Lucie Šafářová sur le site officiel de la Fédération internationale de tennis

### Périodes au rang de numéro un mondiale
| # | Précédée par          | Dates                   | Suivie par     | Nombre de semaines | Cumul |
| - | --------------------- | ----------------------- | -------------- | ------------------ | ----- |
| 1 | Bethanie Mattek-Sands | 21/08/2017 - 01/10/2017 | Martina Hingis | 6                  | 6     |

## Records et statistiques

### Confrontations avec ses principales adversaires
Confrontations lors des différents tournois WTA avec ses principales adversaires (7 confrontations minimum et avoir été membre du top 10). Classement par pourcentage de victoires. Situation au 20 janvier 2018 :
Les joueuses retraitées sont en gris.
| Joueuse             | Meilleur classement | Confrontations | Victoires | Défaites | Pourcentage de victoires | Dernière confrontation                             |
| ------------------- | ------------------- | -------------- | --------- | -------- | ------------------------ | -------------------------------------------------- |
| Serena Williams     | 1                   | 10             | 0         | 10       | 0                        | défaite (3-6, 4-6) à l'Open d'Australie 2017       |
| Petra Kvitová       | 2                   | 10             | 0         | 10       | 0                        | défaite (1-6, 0-1 ab.) à Birmingham 2017           |
| Li Na               | 2                   | 8              | 1         | 7        | 12,5                     | défaite (6-1, 6-72, 3-6) à l'Open d'Australie 2014 |
| Marion Bartoli      | 7                   | 8              | 1         | 7        | 12,5                     | défaite (4-6, 2-6) à Eastbourne 2012               |
| Victoria Azarenka   | 1                   | 7              | 1         | 6        | 14,3                     | victoire (6-4, 6-3) à Doha 2015                    |
| Jelena Janković     | 1                   | 9              | 2         | 7        | 22,2                     | défaite (5-7, 4-6) à Dubaï 2014                    |
| Karolína Plíšková   | 1                   | 8              | 2         | 6        | 25                       | défaite (6-76, 5-7) à l'Open d'Australie 2018      |
| Venus Williams      | 1                   | 7              | 2         | 5        | 28,6                     | défaite (4-6, 2-6) à Indian Wells 2017             |
| Caroline Wozniacki  | 1                   | 8              | 3         | 5        | 37,5                     | défaite (4-6, 3-6) à Miami 2017                    |
| Andrea Petkovic     | 9                   | 8              | 3         | 5        | 37,5                     | défaite (4-6, 7-64, 2-6) à Cincinnati 2016         |
| Roberta Vinci       | 7                   | 7              | 3         | 4        | 42,9                     | victoire (6-4, 6-76, 6-0) à Madrid 2015            |
| Svetlana Kuznetsova | 2                   | 9              | 4         | 5        | 44,4                     | défaite (7-5, 6-75, 6-73) à Madrid 2015            |
| Dominika Cibulková  | 3                   | 10             | 5         | 5        | 50                       | victoire (6-2, 6-4) à Toronto 2017                 |
| Ana Ivanović        | 1                   | 9              | 6         | 3        | 66,7                     | victoire (7-5, 7-5) à Roland-Garros 2015           |
| Francesca Schiavone | 4                   | 10             | 7         | 3        | 70                       | victoire (6-3, 6-2) à Rome 2016                    |
| Samantha Stosur     | 4                   | 15             | 11        | 4        | 73,3                     | défaite (3-6, 7-60, 5-7) à Roland-Garros 2016      |